# 1983年12月4日日食
1983年12月4日日食是一次日環食，發生於1983年12月4日。新月當天（即朔日），地球上觀測到月球和太阳的角距離極小，此時月球如果恰好在月球交點附近，穿過太阳和地球之間，與地球、太阳接近一直線，則會出現日食。月球穿過太阳和地球之間，但距地球較遠，本影未能接觸地表，而使偽本影覆蓋的區域內看到月球的角直徑小於太陽，就形成日環食，同時在偽本影兩側數千公里的半影範圍內形成日偏食。此次日環食經過了佛得角、赤道几内亚、加蓬、剛果人民共和國、薩伊、乌干达、蘇丹、肯尼亚、埃塞俄比亚、索马里，日偏食則覆蓋了非洲絕大部分、欧洲南部、中东大部分及周邊部分地區。

## 日食概況

### 出現區域
百慕大東北約620公里處的大西洋西北部洋面在日出時最先看到日環食，隨後月球偽本影在大西洋上向東南移動，經過了佛得角西南部的部分島嶼，又在以南約470公里處達到最大食分。此後偽本影逐漸轉為向東移動，覆蓋了距赤道几内亚其餘部分較遠、該國在南半球的唯一領土安諾本島，並從加蓬濱海奧果韋省南半部登上非洲大陸。登陸後偽本影逐漸轉向東北移動，經過中部非洲、东非多地，最終在日落時分結束於非洲之角的索马里巴里州南部地區。
偽本影經過的陸地包括：
- ：布拉瓦島縣全境（乾燥群島（英语：Ilhéus Secos）和布拉瓦島）、福古岛的聖菲利佩縣西南部沿海；
- 赤道几内亚：安諾本島；
- 加彭：濱海奧果韋省南半部、尼揚加省北部、恩古涅省中南部、奧果韋-洛洛省南部、上奧果韋省南半部；
- 剛果人民共和國（今刚果共和国）：尼阿里省北部、萊庫穆省北部、高原省中北部、盆地省南部、西盆地省南端；
- （今刚果民主共和国）：班頓杜省西北部、赤道省南部、東方省（英语：Orientale Province）中部偏南、基伍省（英语：Kivu）今屬北基伍省部分的西北部；
- 乌干达：西部區北部、北部區除南北兩側外的大部、東部區北端；
- 苏丹民主共和国（今南蘇丹部分）：擦過東赤道州南端與東南角；
- ：裂谷省的圖爾卡納郡中部偏北、东部省的馬薩比特郡西北部；
- 衣索比亞：今南方州南部、奧羅米亞州南部、索馬利亞州中部偏南；
- 索馬里民主共和國：托格代爾州東南部、蘇爾州除西北部外的大部、穆杜格州極西北角、努加爾州西北部、薩那格州東南部、巴里州西南部。[3][4]

除了上述狹窄的環食帶內能看到日環食之外，月球半影覆蓋範圍內都能看到日偏食，包格陵兰南端、加拿大東部、圣皮埃尔和密克隆、美国極東北角、百慕大、加勒比地區中東部諸島、哥伦比亚東北半部、委內瑞拉除南端外的絕大部分、圭亚那、蘇利南、法屬圭亞那、巴西東北部、非洲除南非南部沿海以外的絕大部分、冰岛、法罗群岛、西欧除奥克尼群島東北角和设德兰群島以外的絕大部分、中欧南部、南欧、苏联西南部（今乌克兰除西北部外的大部、俄罗斯西南部、高加索地區、中亚西南部）、中东地區除伊朗東部以外的大部分。

### 基本參數
- 類型：日環食
- 食甚中心處（位於象牙海岸以南約470公里的大西洋）資料：
  - 時間：1983年12月4日12:30:21.4
  - 地點：0°53.6′N 4°44.2′W / 0.8933°N 4.7367°W
  - 食分：0.9666（環食帶內最大）
  - 日環食持續時間：4分0.7秒

## 相關的日食

### 1982-1985年的日食
月球交替位於相對的月球交點時，以半個交點年（食年），即約177天又4小時間隔出現下列日食。
註：1982年1月25日和1982年7月20日的日偏食屬於上一組交點年系列。
| 升交點   | 升交點                   |                            | 降交點                    | 降交點 |
| 沙羅週期 | 地圖                     | 沙羅週期                   | 地圖                      |        |
| 117      | 1982年6月21日 偏食（南） | 122                        | 1982年12月15日 偏食（北） |        |
| 127      | 1983年6月11日 全食       | 132                        | 1983年12月4日 環食        |        |
| 137      | 1984年5月30日 環食       | 142 新西兰吉斯伯恩的日偏食 | 1984年11月22日 全食       |        |
| 147      | 1985年5月19日 偏食（北） | 152                        | 1985年11月12日 全食       |        |

### 沙羅周期
沙羅週期長度為18年11天。本次日食屬於沙羅週期132，共包含71次日食，依次為1208年8月13日至1551年3月7日的20次日偏食、1569年3月17日至2146年3月12日的33次日環食、2164年3月23日至2182年4月3日的2次全環食（亦稱混合食）、2200年4月14日至2308年6月19日的7次日全食、2326年6月30日至2470年9月25日的9次日偏食，總共歷時1262.11年。其中最長的全食發生於2290年6月8日，共持續2分14秒。
下表列舉了1901年至2100年間發生的屬於該周期的日食，是第40至50次：
| 40             | 41            | 42             |
| -------------- | ------------- | -------------- |
| 1911年10月22日 | 1929年11月1日 | 1947年11月12日 |
| 43             | 44            | 45             |
| 1965年11月23日 | 1983年12月4日 | 2001年12月14日 |
| 46             | 47            | 48             |
| 2019年12月26日 | 2038年1月5日  | 2056年1月16日  |
| 49             | 50            |                |
| 2074年1月27日  | 2092年2月7日  |                |

## 資料來源
1. ↑  樊忠玉. . 中国天文科普网.   [2016-03-03]. （原始内容存档于2014-09-17）.
2. 1 2  Fred Espenak. . NASA Eclipse Web Site.   [2016-03-03]. （原始内容存档于2020-10-21）.（英文）
3. ↑  Fred Espenak. . NASA Eclipse Web Site.   [2016-03-03]. （原始内容存档于2020-10-21）.（英文）
4. ↑  Xavier M. Jubier. .   [2016-03-03]. （原始内容存档于2020-11-22）.（法文）（英文）
5. ↑  Fred Espenak. . NASA Eclipse Web Site.   [2016-03-03]. （原始内容存档于2008-08-29）.（英文）
6. ↑  Fred Espenak. . NASA Eclipse Web Site.（英文）

## 外部連結
- NASA日食專頁（页面存档备份，存于）（英文）
- 可見區域圖和時間統計：由弗雷德·埃斯佩纳克做出的日食預報，NASA/GSFC
  - Google互動地圖呈現的日食範圍
  - 貝塞爾元素
- Google地圖顯示的日環食和日偏食範圍（页面存档备份，存于）（法文）（英文）

| \| \| 日食 \|                             |                              |                                           |
| 上一次日食： 1983年6月11日日食 （日全食） | 1983年12月4日日食 （日環食） | 下一次日食： 1984年5月30日日食 （日環食） |
| 上一次日環食： 1981年2月4日日食           | 1983年12月4日日食 （日環食） | 下一次日環食： 1984年5月30日日食          |
|                                           | 日食                         |                                           |